# Элхи, Тревор
Тревор Элхи (эст. Trevor Elhi; 11 апреля 1993, Таллин) — эстонский футболист, левый защитник. Игрок национальной сборной Эстонии.

## Биография

### Клубная карьера
Начал заниматься футболом в таллинской школе «Коткас Юниор», в 2006 году перешёл в детскую команду «Левадии». В 2009 году дебютировал в Эсилиге в составе второй команды «Левадии», в 2011 году сыграл первые матчи в высшем дивизионе за основную команду клуба. Становился серебряным призёром чемпионата страны и обладателем Кубка Эстонии в 2012 году.
В 2013—2015 годах выступал за таллинский «Инфонет». В июне 2015 года в матче ранней стадии Кубка Эстонии против «Виртсу» (36:0) забил десять голов. В 2016—2018 годах играл за «Нымме Калью», стал чемпионом страны 2018 года.
В начале 2019 года перешёл в болгарский клуб «Ботев» (Враца), но в первых турах не попадал в состав и почти сразу перешёл в финский СИК. Сыграл 16 матчей в высшем дивизионе Финляндии. С 2020 года снова играл за «Левадию», с которой в 2021 году стал чемпионом страны. В 2022 году вернулся в «Нымме Калью».

### Карьера в сборной
Выступал за сборные Эстонии всех возрастов, начиная с 16 лет.
В национальной сборной Эстонии дебютировал 22 ноября 2016 года в товарищеском матче против Антигуа и Барбуда. В 2016—2019 годах провёл 9 матчей за сборную.

## Достижения
- Чемпион Эстонии: 2018, 2021
- Серебряный призёр чемпионата Эстонии (1): 2012
- Бронзовый призёр чемпионата Эстонии: 2016, 2017, 2020
- Обладатель Кубка Эстонии: 2012, 2021